# Budowla sportowa
Ten artykuł należy dopracować:

przedstawiono sytuację tylko z polskiej perspektywy – artykuł powinien być przekrojowy.
Pomóż go poprawić. 
Budowla sportowa – rodzaj budowli przeznaczonej do uprawiania sportu i rekreacji. Zaliczenie takiego obiektu budowlanego do kategorii budowli zostało dokonane w artykule 3 punkcie 3 prawa budowlanego, definiującego pojęcie budowli; w ramach tej definicji wyszczególniono podstawowe rodzaje budowli, wymieniając także budowle sportowe. Ustawa ta zalicza budowle sportowe do kategorii V obiektów budowlanych i wymienia w załączniku listę przykładowych obiektów: stadiony, amfiteatry, skocznie i wyciągi narciarskie, kolejki linowe, odkryte baseny, zjeżdżalnie.
W Polskiej Klasyfikacji Obiektów Budowlanych budowle sportowe wyszczególnione są w sekcji 2, dziale 24, grupie 241, w tym:
- 241 1 boiska i budowle sportowe: zagospodarowane tereny sportowe przeznaczone do uprawiania sportów na świeżym powietrzu, np. piłka nożna, baseball, rugby, sporty wodne, lekkoatletyka, wyścigi samochodowe, rowerowe lub konne
- 241 2 budowle sportowe i rekreacyjne pozostałe:
  - wesołe miasteczka lub parki wypoczynkowe oraz inne obiekty na wolnym powietrzu, np. trasy i szlaki narciarskie, wyciągi orczykowe, krzesełkowe i kabinowe – zainstalowane na stałe
  - skocznie, tory saneczkowe, bobslejowe, pola golfowe, lotniska sportowe, ośrodki jazdy konnej, przystanie jachtowe oraz wyposażenie plaż i bazy sportów wodnych
  - ogrody i parki publiczne, skwery, ogrody botaniczne i zoologiczne
  - schroniska dla zwierząt